# Asplenium lucrosum
Asplenium lucrosum är en svartbräkenväxtart som beskrevs av Leon R. Perrie och Brownsey. Asplenium lucrosum ingår i släktet Asplenium och familjen Aspleniaceae. Inga underarter finns listade.